# Gonioglyptus
Gonioglyptus — рід темноспондилів родини Trematosauridae, що існував на території Індії за раннього тріасового періоду. Типовий вид, G. longirostris, описав Томас Гакслі у 1865 році на основі фрагментів черепа й нижньої щелепи, чию належність до одного таксона він припускав на основі подібності пропорцій та скульптури поверхні, і сам визнавав сумнівною. Лідеккер (1882) описав новий вид, G. huxleyi, а також таксон Glyptognathus fragilis, пізніше віднесений до Gonioglyptus. Таксономічний статус всіх цих видів є доволі проблематичним. Фон Хюне (1920) описав новий вид, G. kokeni, на основі частково збереженого черепа із Пакистану. Пізніше цей вид було віднесено до Aphaneramma, іншого роду Trematosauridae.